# Ptychoparioidea
Super-famille
Les Ptychoparioidea sont une super-famille fossile de trilobites de l'ordre des Ptychopariida et du sous-ordre des Ptychopariina.

## Liste des familles
Selon BioLib (19 mars 2020) :
- famille Acrocephalitidae Hupé, 1953 †
- famille Alokistocaridae Resser, 1939 †
- famille Antagmidae Hupé, 1953 †
- famille Asaphiscidae Raymond, 1924 †
- famille Atopidae Hupé, 1953 †
- famille Bolaspididae Howell in Moore, 1959 †
- famille Cedariidae Raymond, 1937 †
- famille Changshaniidae Kobayashi, 1935 †
- famille Conocoryphidae Angelin, 1854 †
- famille Conokephalinidae Hupé, 1953 †
- famille Crepicephalidae Kobayashi, 1935 †
- famille Diceratocephalidae Lu, 1954 †
- famille Elviniidae Kobayashi, 1935 †
- famille Eulomidae Kobayashi, 1955 †
- famille Holocephalinidae Hupé, 1953 †
- famille Ignotogregatidae W. Zhang & Jell, 1987 †
- famille Inouyiidae W. Zhang, 1963 †
- famille Isocolidae Angelin, 1854 †
- famille Kingstoniidae Kobayashi, 1933 †
- famille Llanoaspididae Lochman, 1944 †
- famille Lonchocephalidae Hupé, 1953 †
- famille Lorenzellidae W. Zhang, 1963 †
- famille Mapaniidae W. Zhang, 1963 †
- famille Marjumiidae Kobayashi, 1935 †
- famille Menomoniidae Walcott, 1916 †
- famille Nepeidae Whitehouse, 1939 †
- famille Norwoodiidae Walcott, 1916 †
- famille Papyriaspididae Whitehouse, 1939 †
- famille Phylacteridae Ludvigsen & Westrop in Ludvigsen & al., 1989 †
- famille Proasaphiscidae W. Zhang, 1963 †
- famille Ptychopariidae Matthew, 1887 †
- famille Shumardiidae Lake, 1907 †
- famille Solenopleuridae Angelin, 1854 †
- famille Tricrepicephalidae Palmer, 1954 †
- famille Utiidae Kobayashi, 1935 †
- famille Wuaniidae W. Zhang & Yuan, 1981 †